# Формальные науки

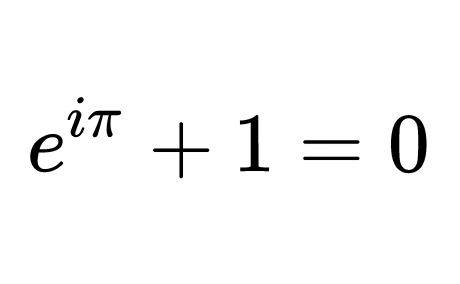
Следствие формулы Эйлера. Эта формула является математической.

Форма́льные нау́ки — совокупность наук, занимающихся исследованием формальных систем. К формальным наукам относятся: математика, логика, кибернетика, теоретическая информатика, теория информации, теория систем, теория принятия решений, статистика, некоторые аспекты лингвистики.
Формальные науки берут начало в математических текстах, датируемых 1800 г. до н. э. (вавилонская математика), 1600 г. до н. э. (древнеегипетская математика) и 1000 г. до н. э. (древнеиндийская математика), задолго до формирования научного метода. Индийские, древнегреческие и арабские математики внесли большой вклад в математику, в Китае и Японии независимо развивалась собственная математическая традиция.
Логика, так же как и математика, является примером формальной науки с древней историей (смотри статью История логики). Анализ способов логического вывода имел место в Древнем Китае, Древней Индии, Древнем Риме  и Древней Греции. На современную логику оказала влияние, главным образом, древнегреческая традиция, которая получила продолжение в трудах арабских логиков.
Другие формальные науки во многом связаны с математикой и вышли из неё. В начале XVII века появляются первые работы по теории вероятностей (статистике). С середины XX века начинают бурно развиваться исследование операций, теория информации, теоретическая информатика и другие формальные науки. В отношении теоретической информатики следует отметить, что её зарождение усматривается в работах Тьюринга и иногда прослеживается до Бэббиджа и даже Лейбница. Появление новых дисциплин показывает, что математика была только одной из многих в ряду формальных наук.
В противоположность естественным и социальным наукам формальные науки в известном смысле логически и методологически независимы от эмпирических методов. В формальных науках подход к исследуемым объектам абстрактен, вместе с тем получаемые результаты находят приложение при изучении всех областей реальности.